# 2014年9月臺灣
| << | 2014年9月 （民國103年） | >> |    |    |    |    |
| \| 日 \| 一 \| 二 \| 三 \| 四 \| 五 \| 六 \| \| \| 1 \| 2 \| 3 \| 4 \| 5 \| 6 \| \| 7 \| 8 \| 9 \| 10 \| 11 \| 12 \| 13 \| \| 14 \| 15 \| 16 \| 17 \| 18 \| 19 \| 20 \| \| 21 \| 22 \| 23 \| 24 \| 25 \| 26 \| 27 \| \| 28 \| 29 \| 30 \| \| \| \| \| \| \| \| \| \| \| \| \| |                         |    |    |    |    |    |
| 臺灣新聞動態／維基新聞 |                         |    |    |    |    |    |
| 世界／中国大陆／臺灣 |                         |    |    |    |    |    |
| 日 | 一                      | 二 | 三 | 四 | 五 | 六 |
| | 1                       | 2  | 3  | 4  | 5  | 6  |
| 7 | 8                       | 9  | 10 | 11 | 12 | 13 |
| 14 | 15                      | 16 | 17 | 18 | 19 | 20 |
| 21 | 22                      | 23 | 24 | 25 | 26 | 27 |
| 28 | 29                      | 30 |    |    |    |    |
| |                         |    |    |    |    |    |

## 9月1日
- 雲林縣麥寮鄉橋頭國民小學許厝分校因國家衛生研究院之檢驗報告指出該校學童體內之「硫代二乙酸」數值偏高，懷疑與該校鄰近第六套輕油裂解廠有關，故於本日起先行遷至校本部上課。[1][2][3]
- 刑事警察局南部打擊犯罪中心破獲一起製造劣質油品的案件，不肖商人從夜市、食品行等地回收廚餘廢油，經提煉後製成食用油販售，至少已生產782公噸[4][5][6][7]。
- 消防員工作權益促進會號召消防員及其家屬自自由廣場經內政部遊行至凱達格蘭大道，並提出「人力要補足、裝備要改善、救災要專責、政府別打壓」等4項訴求要求政府回應，此次活動共約500人參與。[8][9]
- 臺中警方因偵辦強盜案而於今日晚間至臺中市北區一處民宅攻堅，過程中因雙方互相開槍射擊而造成1名員警及1名嫌犯受傷，其中員警傷勢嚴重。[10]

## 9月2日
- 華隆自救會成員今日下午至勞動部參加華隆案專案小組會議，因對會議結果不滿，自救會成員及支持者共約130人轉至臺北車站之月臺抗議，要求勞動部部長親自召開下一次的專案會議，否則將臥軌抗爭。[11][12][13][14]

## 9月3日
- 行政院院長江宜樺核定基本工資調整案，自2015年7月1日起，月薪調漲至新臺幣20008元、時薪調漲至新臺幣120元。[15]
- 曾任行政院院長、參謀總長的郝柏村於出席新中華兒女學會主辦之「抗戰勝利紀念研討會」時發表其對臺灣前途的看法，其中「臺灣的前途就是中華民國的前途，中華民國的前途由全體中國人來決定。」一語引起輿論譁然。[16][17][18]

## 9月4日
- 最高法院本日證實接獲檢察總長顏大和替死刑犯鄭性澤提起的非常上訴。[19][20]

## 9月10日
- 針對立法院於上個月行使監察院人事同意權時有11名被提名人遭否決，總統府今日公布補提名名單[21]。

## 9月12日
- 唯一沒有大學文憑的中央研究院院士、並以研究台灣荷西殖民時期與提出「臺灣島史觀」等而著名的臺灣歷史學者曹永和因多重器官衰竭而辭世，享年94歲。[22]

## 9月14日
- 臺北市信義分局的一名薛姓刑警於凌晨前往信義區一間夜店處理聚眾滋事之事件時遭約50人圍毆，送醫後宣告不治[23][24]。

## 9月16日
- 屏東縣縣長曹啟鴻及各局處首長今日出面為餿水油事件稽查不力一事道歉，同時宣布5名首長將會在6週內完成查報工作並於11月1日下臺[25]。

## 9月19日
- 仁川亞運 開幕，台灣代表團由暱稱「黑狗」陳建禎任掌旗官帶隊入場。[26]

## 9月20日
- 先前於高雄氣爆中失蹤的消防局主任秘書林基澤及瑞隆分隊小隊長劉耀文之遺體於晚間尋獲，已由家屬等人依衣物指認，並將由DNA鑑定進一步確認身分[27][28][29]。

## 9月21日
- 臺灣女子舉重國手許淑淨在仁川亞運舉重女子53公斤級的競賽中獲得金牌，同時以抓舉101公斤、挺舉132公斤、合計233公斤的成績突破世界紀錄，而此亦為臺灣在此次亞運會中首面金牌[30]。
- 鳳凰颱風突然改變移動路徑登陸台灣， 形成罕見由南往北移動的「穿心颱」。[31]

## 9月22日
- 本日上午7時左右於臺北市發生一起情殺案，兇手為現年29歲的張彥文，因要求前女友復合不成而當街砍殺其41刀致死。[32]

## 9月23日
- 臺灣女子舉重國手林子琦在仁川亞運舉重女子63公斤級的競賽中獲得金牌，成績突破世界紀錄，這是臺灣代表隊在本屆亞運會上的第二面金牌[33]

## 9月24日
- 臺灣網球國手詹詠然與謝淑薇在仁川亞運女子雙打搭檔擊敗中國隊，是臺灣代表隊繼1998年與2006年後第三次在亞運會贏得女網團體金牌。這也是臺灣隊繼周佳溱在保齡球女子個人賽拿下金牌後的本屆第四面金牌。[34][35]
- 前苗栗市市長鄒玉梅在赴苗栗市市長競選活動途中車禍身亡[36]。

## 9月26日
- 中國國民黨撤銷王金平黨籍一案二審判決王金平勝訴，臺灣高等法院認為開除黨籍之決定不符人民團體法規定，對此王金平表示尊重司法判決，而中國國民黨則表示將在收到判決書後決定是否上訴[37][38]。

## 9月28日
- 香港人民啟動讓愛與和平佔領中環與雨傘革命抗議並爭取真普選後，臺灣各界包括總統、國會、在野黨、院長、部長、縣市長、候選人、社運界、學界、文化界、演藝圈、網路社群、非親中媒體、與在臺香港人等均紛紛發聲或以行動表示高度關切或支持。[39][40][41][42][43]

## 9月29日
- 因臺灣電力公司提出核一延役評估報告書並由經濟部送至行政院原子能委員會，環保團體前往經濟部抗議，要求政府落實「核一、核二、核三不延役」之承諾[44]。
- 空軍中士蔡學良的母親今日舉行記者會並提出前法醫研究所所長李俊億所做的報告，要求查明其子身亡一事之真相，該份報告指出蔡學良案的鑑定有許多疑點，同時也認為死因非自殺[45]。
- 臺灣女歌手萬芳在中國廣播公司主持的《i-散步》節目中，播放梁文音的漫情歌專輯中《愛其實很殘忍》歌曲時，表示愛有時候真的很殘忍，尤其是以愛之名，行恨之實的時候。並在節目最後播放支持同性婚姻的歌曲，由麥可莫和萊恩·路易斯合唱的《SAME LOVE》[46] [47]。